# Hạ Lang
Hạ Lang là một huyện biên giới thuộc tỉnh Cao Bằng, Việt Nam.

## Địa lý
Huyện Hạ Lang nằm ở phía đông của tỉnh Cao Bằng, nằm trên tỉnh lộ 207 và Quốc lộ 4A, nằm cách thành phố Cao Bằng khoảng 70 km về phía đông, cách thành phố Lạng Sơn khoảng 149 km về phía bắc, cách trung tâm thủ đô Hà Nội khoảng 302 km về phía đông bắc, có vị trí địa lý:
- Phía tây giáp huyện Trùng Khánh và huyện Quảng Hòa
- Các phía còn lại giáp Trung Quốc với đường biên giới dài khoảng 72 km.

Huyện Hạ Lang có diện tích 456,51 km² và dân số năm 2019 là 25.439 người, mật độ dân số đạt 56 người/km².

## Lịch sử
Vào thời nhà Lý Hạ Lang là vùng đất Hạ Tư Lang của châu Tư Lang. Châu Tư Lang nhà Lý sau chia thành Hạ Tư Lang (phần phía đông nam) và Thượng Tư Lang (phần phía tây bắc của châu Tư Lang, nay là khoảng huyện Trùng Khánh). Châu Tư Lang ôm phía ngoài hướng đông bắc châu Quảng Nguyên nhà Lý (huyện Quảng Hòa ngày nay).
Năm 1886, thực dân Pháp chiếm đóng Cao Bằng, năm 1887 tiến vào chiếm đóng Hạ Lang. Đầu tiên, chúng chiếm đóng các điểm cao như Phò Sèn (sau làng Đoỏng Hoan), núi Phja Kến (ở trước làng Lũng Đốn), đồng thời tuyển mộ binh lính người Việt. Xã Thanh Nhật có cơ sở Việt Minh từ tháng 4/1945 ở xóm Kéo Sy, sau đó phát triển đến xóm Sộc Quân.
Ngày 9 tháng 3 năm 1945, Nhật - Pháp bắn nhau. Sau một tuần, bọn phỉ ở biên giới Trung Quốc do Lương Xuân Thành (tức Sắn Sình) cầm đầu đến chiếm đồn Hạ Lang, hệ thống chính quyền của thực dân Pháp còn lại rơi vào tay của bọn phỉ Lương Xuân Thành. Sau khi Nhật đảo chính Pháp, phong trào cách mạng lan tới các xã Đức Quang, Kim Loan...
Cuối tháng 4 năm 1945, bộ đội ta tấn công lần đầu tiên vào sào huyệt của bọn phỉ, nhưng lần này ta chưa chiếm được trận địa vì điều kiện chưa chín muồi.
Đến cuối tháng 6 đầu tháng 7 âm lịch cùng năm lại đánh lần thứ hai, lần này ta chuẩn bị mọi mặt tương đối đầy đủ, có sự hỗ trợ của dân quân, du kích các xã Thắng Lợi, Kim Loan, Đức Quang, An Lạc và một tiểu đội do huyện cử đến, được sự giúp đỡ của nhân dân các xóm Sộc Quân, Kéo Sy, Đoỏng Hủ, Lũng Đốn. Cuộc tấn công kéo dài 10 ngày, buộc địch phải rút xuống chiếm đóng một số xã biên giới như Thị Hoa, Thái Đức, Việt Chu.
Ngày 20 tháng 10 năm 1945, quân ta tiếp quản đồn Hạ Lang.
Ngày 30 tháng 10 năm 1945, Ủy ban nhân dân lâm thời huyện Hạ Lang được thành lập.
Ngày 15 tháng 9 năm 1969, Hội đồng Chính phủ ban hành Quyết định số 176-CP. Theo đó, giải thể huyện Hạ Lang; sáp nhập 8 xã: Thanh Nhật, Thái Đức, Việt Chu, Quang Long, An Lạc, Thị Hoa, Cô Ngân, Vinh Quý vào huyện Quảng Hòa và sáp nhập 5 xã: Minh Long, Lý Quốc, Đức Quang, Thắng Lợi, Kim Loan nhập vào huyện Trùng Khánh.
Năm 1975, hợp nhất 2 tỉnh Cao Bằng và Lạng Sơn thành tỉnh Cao Lạng, huyện Hạ Lang (tương ứng với phần đất của 2 huyện Quảng Hòa và Trùng Khánh) thuộc tỉnh Cao Lạng và đến năm 1978, lại tách ra thành 2 tỉnh như cũ.
Ngày 1 tháng 9 năm 1981, Hội đồng Bộ trưởng ban hành Quyết định số 44-HĐBT. Theo đó, tái lập huyện Hạ Lang trên cơ sở tách 6 xã: Minh Long, Lý Quốc, Thắng Lợi, Kim Loan, Đức Quang, Đồng Loan thuộc huyện Trùng Khánh và 8 xã: An Lạc, Vĩnh Quý, Cô Ngân, Thị Hoa, Thái Đức, Việt Chu, Quang Long, Thanh Nhật thuộc huyện Quảng Hòa.
Sau khi tái lập, huyện Hạ Lang bao gồm 14 xã: An Lạc, Cô Ngân, Đức Quang, Đồng Loan, Kim Loan, Lý Quốc, Minh Long, Quang Long, Thái Đức, Thắng Lợi, Thanh Nhật (trung tâm huyện lỵ), Thị Hoa, Việt Chu và Vinh Quý.
Ngày 27 tháng 10 năm 2006, chuyển xã Thanh Nhật thành thị trấn Thanh Nhật, thị trấn huyện lỵ huyện Hạ Lang.
Ngày 10 tháng 1 năm 2020, Ủy ban Thường vụ Quốc hội ban hành Nghị quyết số 864/NQ-UBTVQH14 về việc sắp xếp các đơn vị hành chính cấp huyện, cấp xã thuộc tỉnh Cao Bằng (nghị quyết có hiệu lực từ ngày 1 tháng 2 năm 2020). Theo đó, sáp nhập xã Thái Đức và xã Việt Chu thành xã Thống Nhất.
Huyện Hạ Lang có 1 thị trấn và 12 xã như hiện nay.

## Hành chính
Huyện Hạ Lang có 13 đơn vị hành chính cấp xã trực thuộc, bao gồm thị trấn Thanh Nhật (huyện lỵ) và 12 xã: An Lạc, Cô Ngân, Đức Quang, Đồng Loan, Kim Loan, Lý Quốc, Minh Long, Quang Long, Thắng Lợi, Thị Hoa, Thống Nhất, Vinh Quý.

## Kinh tế - xã hội
- Tốc độ tăng trưởng kinh tế bình quân: 11%
- Thu nhập bình quân đầu người: 6,14 triệu đồng
- Thu ngân sách trên địa bàn năm 2008: 3.260 tỷ đồng.

Tính đến cuối năm 2008, toàn huyện còn 2.230 hộ nghèo chiếm tỷ lệ 41,37% so với tổng số hộ dân trên địa bàn huyện.
Sau 1 năm thực hiện Nghị quyết 30a đến ngày 31/12/2009 toàn huyện chỉ còn 1.856 hộ nghèo (trên tổng số 5.489 hộ dân toàn huyện), chiếm tỷ lệ 33,81%.
Trong năm 2009, thực hiện xóa 100% số nhà tạm trên địa bàn huyện với tổng số trên 125 nhà.